# Manuel Ramírez
Manuel Ramírez, född 7 december 1957, är en friidrottare från Colombia. Han deltog vid olympiska sommarspelen 1984.